# Banville, Calvados

Banville este o comună în departamentul Calvados, Franța. În 1 ianuarie 2022 avea o populație de 802 de locuitori.